# Karl Noll
Karl Noll (* 5. März 1883 in Worms-Horchheim; † 23. Juni 1963 ebenda) war ein hessischer Politiker (Zentrum) und ehemaliger Abgeordneter des Landtags des Volksstaates Hessen in der Weimarer Republik.
Karl Noll war der Sohn von Karl Noll und dessen Frau Anna Maria geborene Becker. Zur Unterscheidung von seinem Vater wird Karl Noll als Karl II. Noll in den Unterlagen des Landtags geführt. Karl Noll, der katholischer Konfession war, heiratete 1908 Christina geborene Schalk. Er arbeitete als Lederarbeiter in Worms-Horchheim.
Karl Noll gehörte von 1931 bis 1933 dem Landtag an.